# Voo Flash Airlines 604
O Voo Flash Airlines 604 foi um voo charter operado pela companhia charter egípcia Flash Airlines. Na madrugada de 3 de janeiro de 2004, o Boeing 737-300 caiu no Mar Vermelho pouco depois da decolagem do Aeroporto Internacional de Sharm el-Sheikh, matando todos os 135 passageiros, a maioria eram turistas franceses e os 13 membros da tripulação. As descobertas da investigação do acidente são desconhecidas, com investigadores dos diferentes países envolvidos que não concordam com a causa.
O número de mortes do voo 604 foi o mais alto de qualquer acidente de aviação no Egito até o acidente do Voo Metrojet 9268, quase 11 anos depois. Continua a ser o acidente mais mortal envolvendo um Boeing 737-300 e o mais mortal envolvendo o Boeing 737 Classic.

## Aeronave

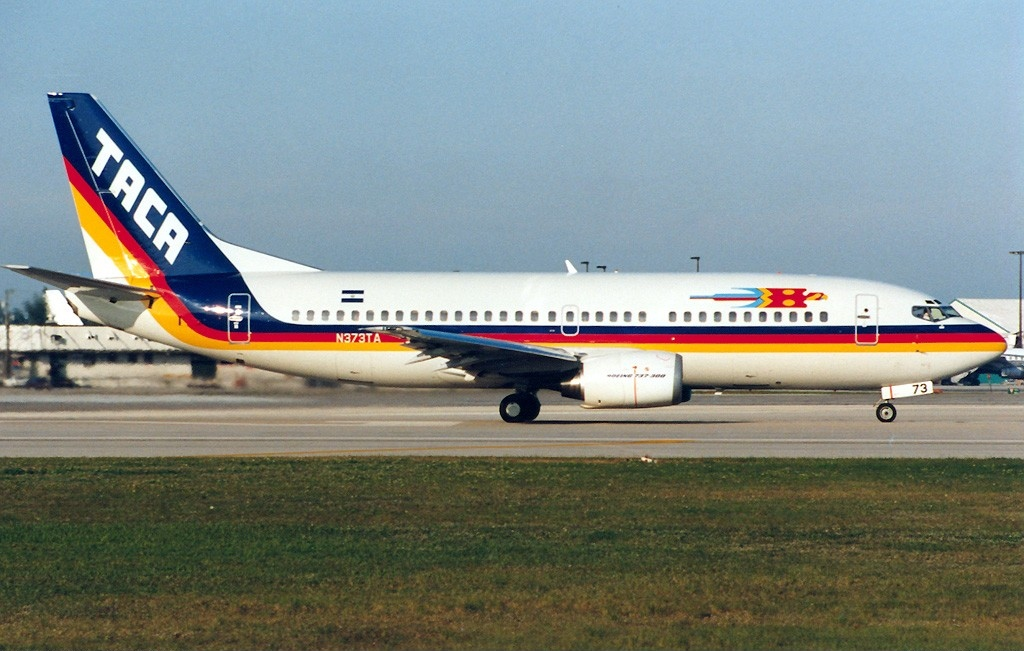
A aeronave envolvida no acidente com as cores da TACA International Airlines em 1992

O avião do acidente era um Boeing 737-3Q8 e estava equipado com dois motores CFM56-3. Foi construído e entregue à TACA International Airlines como N373TA em outubro de 1992. Ele havia sido operado pela Flash Airlines desde junho de 2001. No momento do acidente acumulou 25 603 horas de voo e 17 976 ciclos decolagens e pousos.

## Passageiros e tripulação
Khadr Abdullah (referido como Mohammed Khedr em um artigo Times Online) foi o capitão. Ele tinha 53 anos de idade e era um piloto altamente respeitado com quase 7 500 horas de voo ao seu dispor. Amr Al-Shaafei serviu como o primeiro oficial. Ele tinha 25 anos com menos de 800 horas de experiência de voo. Ashraf Abdelhamid, que também realizou a cidadania canadense e americana, estava treinando como primeiro oficial e teve experiência em pilotar jatos corporativos; Ele sentou-se na cabine com o piloto e o primeiro oficial.
A maioria dos passageiros eram turistas franceses originários da região metropolitana de Paris. A FRAM, uma agência de viagens francesa, vendeu a maioria dos ingressos para o voo. Uma lista provisória de passageiros de 5 de janeiro de 2004 afirmou que doze famílias francesas inteiras embarcaram no voo. Membros de dezessete famílias estavam no Aeroporto Internacional Charles de Gaulle para encontrar os passageiros do voo; este fato deu aos funcionários do aeroporto uma indicação de que todos morreram no voo.
Um dos passageiros que deveria estar no voo era o francês Pascal Mercier e sua família. Ele cancelou suas reservas porque ele não gostou do horário de partida desde que ele teve filhos pequenos e o fato de que eles teriam que fazer escala em Cairo.
| Nacionalidades dos passageiros e tripulação | Nacionalidades dos passageiros e tripulação | Nacionalidades dos passageiros e tripulação | Nacionalidades dos passageiros e tripulação |
| País                                        | Passageiros                                 | Tripulação                                  | Total                                       |
| ------------------------------------------- | ------------------------------------------- | ------------------------------------------- | ------------------------------------------- |
| Egito                                       | 0                                           | 12                                          | 12                                          |
| Canadá/ Egito/ Estados Unidos               | 0                                           | 1                                           | 1                                           |
| Estados Unidos                              | 1                                           | 0                                           | 1                                           |
| França                                      | 132                                         | 0                                           | 132                                         |
| Marrocos                                    | 2                                           | 0                                           | 2                                           |
| Total                                       | 135                                         | 13                                          | 148                                         |

## Investigação
Inicialmente, pensava-se que os terroristas poderiam estar envolvidos, já que o medo do terrorismo da aviação era alto (com várias companhias aéreas principais em dias anteriores cancelando voos com curto prazo). O primeiro-ministro britânico na época, Tony Blair, também estava de férias na área de Sharm el-Sheikh. Um grupo terrorista no Iêmen disse que destruiu a aeronave como um protesto contra uma nova lei francesa sobre a secularidade e símbolos religiosos conspícuos nas escolas. Os investigadores de acidentes rejeitaram o terrorismo quando descobriram que os destroços estavam em um campo de detritos apertado, indicando que a aeronave caiu de uma só vez; Um avião bombardeado se desintegraria e deixaria um campo de grandes detritos.
O naufrágio afundou a uma profundidade de 1 000 metros (3 300 pés), dificultando a recuperação do gravador de dados de voo e a caixa preta. No entanto, duas semanas após o acidente, ambos os dispositivos foram localizados por um navio de salvação francês e recuperados por um ROV. Os investigadores do acidente examinaram os gravadores enquanto estavam em Cairo. Os registros de manutenção da aeronave não foram duplicados; Eles foram destruídos no acidente e não existiam cópias de backup.
O Ministério da Aviação Civil (MCA) investigou o acidente, com a assistência do National Transportation Safety Board (NTSB) e do Bureau d'Enquêtes et d'Analyses pour la Sécurité de l'Aviation Civile (BEA).
O MCA divulgou seu relatório final sobre o acidente em 25 de março de 2006. O relatório não concluiu com uma causa provável, listando em vez disso quatro "possíveis causas".
O NTSB e a BEA concluíram que o piloto sofreu desorientação espacial, e o primeiro oficial não estava disposto a desafiar seu superior mais experiente. Além disso, de acordo com o NTSB e o BEA, ambos os pilotos estavam insuficientemente treinados. O NTSB afirmou que a caixa preta mostrou que 24 segundos se passaram depois que o avião foi depositado antes que o piloto começasse manobras corretivas. As autoridades egípcias discordaram desta avaliação, culpando as questões mecânicas. Shaker Kelada, o principal investigador egípcio, disse que se Hamid, que tivesse mais experiência do que o copiloto, detectou algum problema com o voo, ele teria levantado objeções. Alguns relatórios da mídia sugerem que o avião caiu devido a problemas técnicos, possivelmente um resultado do registro de segurança aparentemente questionável da companhia aérea. Esta atitude foi mostrada em uma conferência de imprensa dada pelo chefe da BEA, que foi repreendido pela mãe do primeiro oficial durante uma conferência de imprensa e exigiu que a equipe fosse absolvida de culpa antes da conclusão da investigação. Dois meses após o acidente, a Flash Airlines faliu.
Comentários resumidos dos Estados Unidos sobre o Relatório Final do Acidente do voo Flash Airlines 604, Boeing 737-300, SU-ZCF, 3 de janeiro de 2004, Mar Vermelho perto de Sharm el-Sheikh, no Egito. Citação da página 5 de 7:

"Distração. Poucos segundos antes de o capitão pedir que o piloto automático fosse engajado, o passo da aeronave começou a aumentar e a velocidade do ar começou a diminuir. Estes desvios continuaram durante e após a sequência de engate/desengate do piloto automático. O capitão finalmente permitiu que a velocidade diminuísse para 35 nós abaixo da sua velocidade alvo alvo de 220 nós e o passo de escalada para atingir 22°, o que é 10° mais do que o passo de escalada padrão de cerca de 12°. Durante este tempo, o capitão também permitiu que a aeronave entrasse numa margem direita que se acentuava gradualmente, o que era incompatível com a folga de partida da tripulação de voo para realizar uma subida à esquerda. Esses distorções do passo, da velocidade e do ângulo do banco indicaram que o capitão dirigiu sua atenção para longe de monitorar as indicações de atitude durante e após o processo de desengate do piloto automático. Mudanças no estado do modo do sistema de navegação automática oferecem a melhor explicação para a distração do capitão. As seguintes mudanças ocorreram no status do modo do sistema de navegação automática pouco antes do início do rolo direito: (1) acoplamento manual do piloto automático, (2) transição automática da guia do rolo da seleção do título para controlar o rolo da direção da roda (CWS-R) (3) desengate manual do piloto automático e (4) reenganche manual da seleção do título para a orientação do rolo. A transição para o modo CWS-R ocorreu de acordo com a operação nominal do sistema porque o capitão não acompanhou de perto a orientação do diretor de voo no momento do engajamento do piloto automático. O capitão pode não ter esperado a transição, e ele talvez não tenha entendido por que ocorreu. O capitão provavelmente estava se referindo à mudança de modo do modo de comando para CWS-R quando ele declarou: "veja o que a aeronave fez?", Pouco depois ocorreu. A evidência disponível indica que a mudança de modo inesperado e o foco de atenção subsequente da equipe de voo no restabelecimento da orientação do rolo para o sistema de controle automático foram os motivos mais prováveis para que a distração do capitão monitorasse a atitude".

Os problemas associados à complexidade dos sistemas de piloto automático foram documentados na edição de junho de 2008 da Aero Safety World. Antes da conclusão da investigação, o escritor David Evans da Avionics sugeriu que as diferenças de instrumentação entre o MiG-21 (com o qual o capitão tinha experiência) e o Boeing 737 podem ter contribuído para o acidente.

## Dramatização

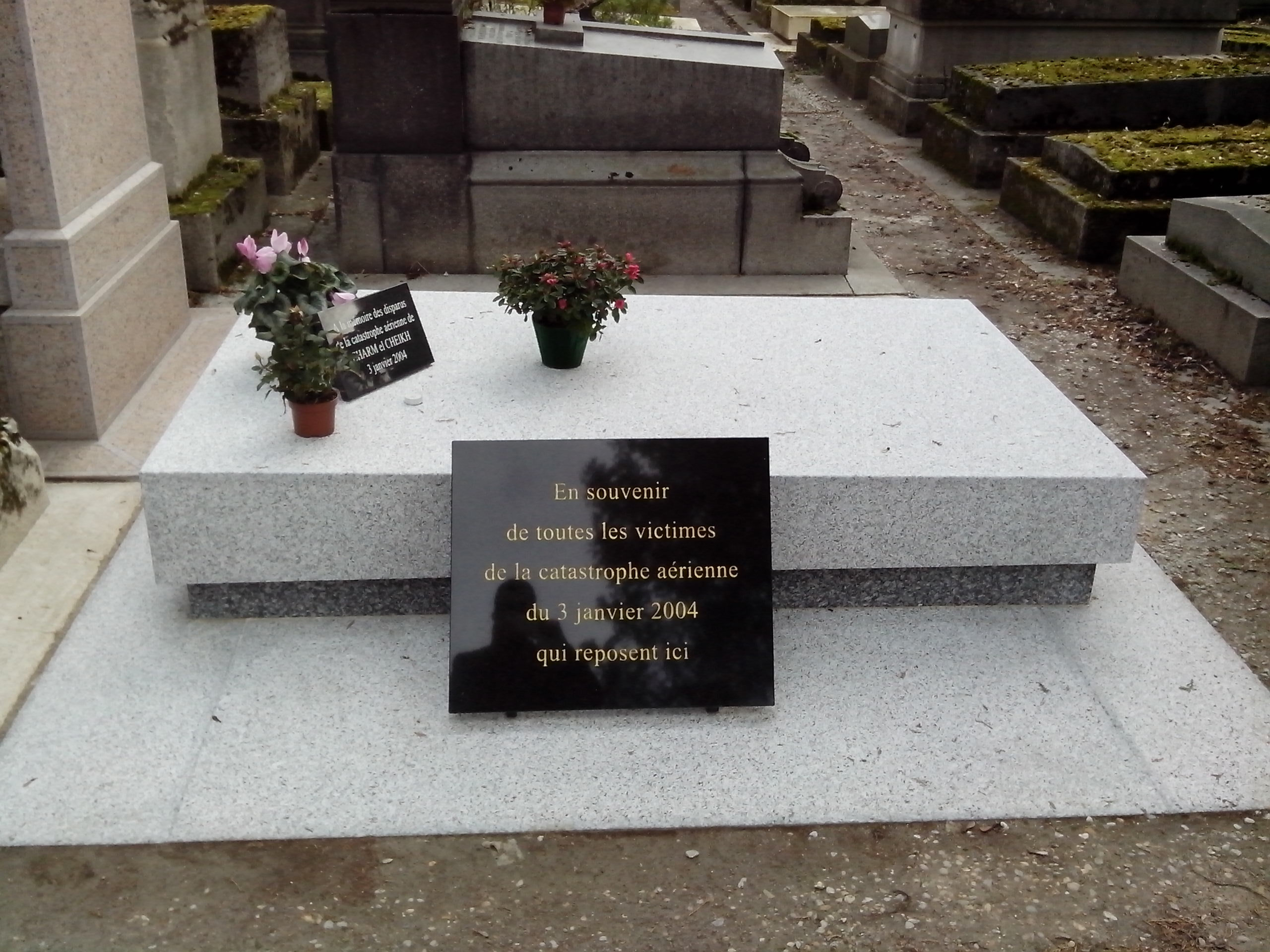
Memorial no Cemitério do Père-Lachaise para homenagear as vítimas.

O voo Flash Airlines 604 apareceu no programa de televisão documental Mayday no episódio "Desorientação Fatal".